# Edward John Nanson
Edward John Nanson (13 décembre 1850 - 1er juillet 1936) est un mathématicien connu pour l'élaboration de sa méthode de Nanson, une variation de la méthode Borda, un système de vote basé sur le principe de l'élimination successive.

## Biographie
Il est né en Angleterre et reçoit sa formation professionnelle au Trinity College de 1870 à 1874. En 1875, il est nommé professeur de mathématiques à l'Université de Melbourne, dans l'État de Victoria, en Australie où il immigre. Nanson est un réformateur électoral qui a rédigé plusieurs brochures sur les méthodes d'élection. Il prend sa retraite courant 1922. Au moment de sa mort, il laisse dix enfants issus de deux mariages. The Professor Nanson Prize, qui est décerné chaque année aux étudiants pour des réalisations exceptionnelles en mathématiques pures et appliquées, a été nommé en son honneur.